# Orde van Voorname Dienst (Verenigd Koninkrijk)
De Orde van Voorname Dienst (Engels: Distinguished Service Order, vaak kortweg als DSO aangeduid) is een Britse militaire onderscheiding.

## Herkomst
De regerende koning is grootmeester van de orde en de leden heten "companions", een hoge rang in de Britse onderscheidingen. Zij plaatsen de letters D.S.O. achter hun naam. Tot voor enige jaren verleenden ook de in personele unie met het Verenigd Koninkrijk verbonden landen als Australië en Nieuw-Zeeland deze ridderorde. Meestal werd de DSO aan majoors en hogere officieren toegekend, maar er zijn ook gevallen bekend waarbij de DSO als een "net-geen-Victoria-Kruis" ook aan bijzonder dappere lagere officieren werd toegekend.
Koningin Victoria stelde de orde op 6 september 1886 in als een beloning voor verdienstelijk en voornaam ("meritorious or distinguished") optreden door officieren tijdens een oorlog en vooral in gevecht met de vijand. Tijdens de opstand in Brits-Indië was duidelijk geworden dat er naast het Victoria Cross en de Orde van het Bad behoefte was aan een militaire onderscheiding. In de Eerste Wereldoorlog werden 8981 van deze orden verleend. In een aantal gevallen werden ook stafofficieren gedecoreerd en nadat daarover aan het front veel gemor was ontstaan, werden de commandanten in 1917 geïnstrueerd om alleen nog officieren die onder vuur hadden gelegen voor te dragen. Tot 1943 moesten de voorgedragen officieren ook in een dagorder zijn vermeld.
In de Tweede Wereldoorlog werd de onderscheiding 870 maal aan officieren van de Luchtmacht toegekend. Tweeënzestig van hen ontvingen de onderscheiding tweemaal en droegen daarom een gouden gesp met een kroon op het lint van hun onderscheiding. Acht piloten kregen deze orde driemaal en de twee piloten die een derde maal de DSO ontvingen, droegen drie gespen.
Sinds 1993 wordt de orde alleen nog voor voorname dienst met uitmuntend leiderschap en dito bevelvoering aan alle officiersrangen verleend. Sinds een nieuwe onderscheiding, het Conspicuous Gallantry Cross, werd ingesteld als een algemene dapperheidsonderscheiding, werd de DSO weer als vanouds uitsluitend aan hogere officieren toegekend.

## Beknopt overzicht van de verleende Distinguished Service Orders
- 6 voor de soevereinen van de Distinguished Service Order
- 499 in diverse campagnes zoals in Afghanistan en Tibet in de 19e eeuw
- 1151 in de Tweede Boerenoorlog in Zuid-Afrika
- 9002 voor het Britse leger in de Eerste Wereldoorlog en de Paasopstand in Ierland
- 826 voor de Koninklijke Marine in de Eerste Wereldoorlog
- 53 voor de Luchtmacht in de Eerste Wereldoorlog
- 162 in het interbellum (1918-1939) en 16 gespen. Het leger vocht vooral aan de grenzen van India, in Irak en Palestina. In 1938 was de Marine in actie op de Yang-tze-kiang.
- 618 voor de Koninklijke Marine in de Tweede Wereldoorlog waaronder 80 buitenlanders
- 1745 voor het leger in de Tweede Wereldoorlog waaronder 296 buitenlanders
- 870 voor de Luchtmacht in de Tweede Wereldoorlog waaronder 38 buitenlanders
- 33 onderscheidingen voor dapperheid en verdienste in de Tweede Wereldoorlog werden pas jaren later toegekend.
- 161 in de periode tussen de Tweede Wereldoorlog en de Falklandoorlog waarvan 65 in Korea.
- Op de Falklandeilanden werden in de Marine 17 DSO's verleend.[3] In het leger werden vier van deze kruisen uitgereikt.
- Ook in Irak werden DSO's verleend

Het totaal aantal benoemingen vóór 1969 ligt dicht bij de 16476 met 1268 eerste, 133 tweede en 16 derde gespen. De bronnen spreken elkaar tegen en over het exacte aantal gepubliceerde benoemingen wordt getwist.

## Het kleinood en het lint van de orde

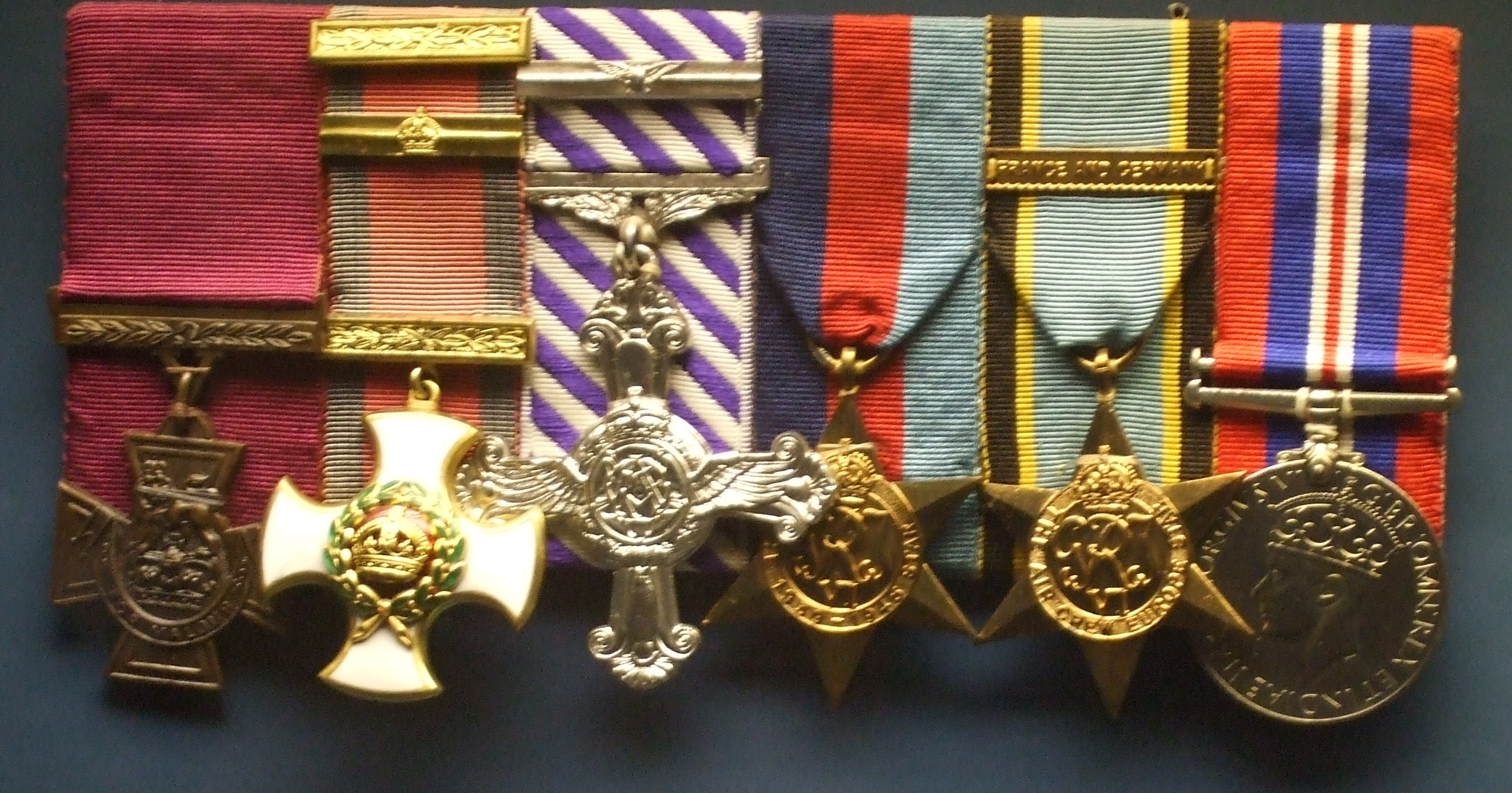
Het Victoria Cross en de DSO met gesp van Guy Gibson VC, DSO, DFC opgemaakt in de Britse hofstijl

Het kleinood van de orde is een gouden, wit geëmailleerd kruis met dunne gouden randen waarop een lauwerkrans is gelegd. In de lauwerkrans is een gouden kroon geplaatst op een rode achtergrond geplaatst. De keerzijde vertoont een koninklijk monogram van de regerende vorst.
Op het lint van de baton worden, om de gespen aan te geven, zilveren rozen aangebracht. Het kleinood hangt aan een bewerkte gouden gesp en bovenaan het lint is een identieke gesp aangebracht. De onderscheiding wordt ook als miniatuur gedragen.

## De heraldiek van de orde
Anders dan de "grote" Britse orden heeft deze orde geen officieren, geen mantels, ketens, kapel of plechtige bijeenkomsten. Als "companions" volgen de leden in rang op de commandeur in de Orde van het Britse Rijk en zij mogen net als de andere companions hun onderscheiding aan een lint onder hun wapenschild hangen.

## Bekende leden van de orde
- Cyril Brudenell White
- Bernard Freyberg (DSO en drie gespen)
- Henry William Murray (DSO en gesp)
- William Birdwood
- Arthur Cobby
- George Vasey (DSO en gesp)
- Thomas Blamey
- T. E. Lawrence (Lawrence Of Arabia)
- Robert Little (DSO en gesp)
- Roderic Dallas
- Clive Caldwell
- Edward Mannock (DSO en twee gespen)
- Billy Bishop (DSO en gesp)
- A. F. W. Beauchamp Proctor
- Bernard Montgomery
- Richard Williams
- Moshe Dayan
- Guy Gibson (DSO en gesp)
- George Jellicoe
- Paddy Mayne (DSO en drie gespen)
- Frederick Russell Burnham
- Walter Guinness

## Nederlandse dragers van de Distinguished Service Order
Vanaf mei 1940 waren het Verenigd Koninkrijk en Nederland bondgenoten, eerst in de strijd tegen Duitsland en Italië, na december 1941 ook in de strijd tegen Japan. De Britse koning heeft een aantal Nederlandse officieren, van alle drie de toenmalige krijgsmachtonderdelen. In de Distinguished Service Order opgenomen. Hun benoeming was steeds als een "Honorary Companion".
De Koninklijke Landmacht
- Pierre Louis d’Aulnis de Bourouill RMWO
- Garrelt Andreas van Borssum Buisman, Cavaleriekolonel

De Koninklijke Marine
- Anton Bussemaker, commandant van de onderzeeboot Hr. Ms. O 16
- Hans van Oostrom Soede, commandant van de onderzeeboten Hr. Ms. O 15 en Hr. Ms. Dolfijn
- Jacques Houtsmuller, commandant van de Hr. Ms. Isaac Sweers
- Officier-vlieger der 1e klasse H.V.B. Burgerhout RMWO
- Hoofdofficier-vlieger der 2e klasse A.W.Witholt

De Koninklijke Luchtmacht
- Wing Commander Hugh Constant Godefroy (met gesp) [NB.: Godefroy was alleen Nederlander van geboorte. Ten tijde van de Tweede Wereldoorlog was hij onderdaan van het Britse Gemenebest).

Deze lijsten zijn niet compleet.